# Tan Zhongyi
Tan Zhongyi, chn. 谭中怡 (ur. 29 maja 1991 w Chongqing) – chińska szachistka, arcymistrzyni od 2009 roku, mistrzyni świata kobiet w szachach w latach 2017-2018. Posiadaczka męskiego tytułu arcymistrza od 2017 roku

## Kariera szachowa
W latach 2000–2003 czterokrotnie reprezentowała Chiny na mistrzostwach świata juniorek do 10 i 12 lat, zdobywając 4 medale: trzy złote (Oropesa del Mar 2000 – MŚ do 10 lat, Oropesa del Mar 2001 – MŚ do 10 lat, Heraklion 2002 – MŚ do 12 lat) oraz brązowy (Kallithea 2003 – MŚ do 12 lat). W 2003 r. zajęła V m. w turnieju strefowym w Yongchuan, a w październiku tego roku zadebiutowała na liście rankingowej FIDE z rzadko spotykanym – jak na debiutantkę – wynikiem 2333 punktów, który odpowiada wynikowi arcymistrzyni, a który wówczas dawał jej 107. miejsce na świecie. W 2004 r., mając zaledwie 13 lat, wystartowała w rozegranym w Eliście pucharowym turnieju o mistrzostwo świata, w I rundzie przegrywając z późniejszą zwyciężczynią całych zawodów, Antoanetą Stefanową.
W 2007 r. na turnieju strefowym rozegranym w Tiencinie wypełniła pierwszą normę arcymistrzowską i po raz drugi zdobyła awans do turnieju o mistrzostwo świata kobiet, który rozegrany został w 2008 r. w Nalczyku (w turnieju tym w I rundzie wyeliminowała Tanie Sachdev, ale w II przegrała z Pią Cramling). W 2009 r. zdobyła w Xinghua brązowy medal indywidualnych mistrzostw Chin. W 2010 r. zdobyła drugi w karierze brązowy medal mistrzostw kraju oraz zajęła IV m. w rozegranych w Subic Bay indywidualnych mistrzostwach Azji. W 2011 r. zdobyła złoty medal letniej uniwersjady w Shenzhen, natomiast w 2012 r. zdobyła w Ho Chi Minh brązowy medal indywidualnych mistrzostw Azji, a w Guimarães – tytuł mistrzyni świata studentek. W 2013 r. zdobyła w Pasay srebrny medal indywidualnych mistrzostw Azji, natomiast w Kazaniu – brązowy medal letniej uniwersjady. Zwyciężyła również w turnieju China 3th Chess Women Masters w Wuxi. W 2014 r. zdobyła w Szardży brązowy medal indywidualnych mistrzostw Azji. W 2024 roku zwyciężyła w turnieju pretendentek, co da jej możliwość zagrania meczu o mistrzostwo świata przeciwko Ju Wenjun.
Największy sukces w dotychczasowej karierze odniosła w 2017 r. zwyciężając w mistrzostwach świata kobiet rozegranych w Teheranie (10.02-03.03.2017).
Wielokrotnie reprezentowała Chiny w turniejach drużynowych, m.in.:
- dwukrotnie na olimpiadach szachowych (w latach 2008, 2014); medalistka: wspólnie z drużyną – srebrna (2014)[11],
- czterokrotnie na drużynowych mistrzostwach świata (w latach 2009, 2011, 2013, 2015); pięciokrotna medalistka: wspólnie z drużyną – złota (2011) i srebrna (2013) oraz indywidualnie – trzykrotnie złota (2009 – na I szachownicy, 2011 – na IV szachownicy, 2013 – na III szachownicy)[12],
- na drużynowych mistrzostwach Azji (w roku 2012); medalistka: indywidualnie – srebrna (2012 – na I szachownicy)[13].

Najwyższy ranking w dotychczasowej karierze osiągnęła 1 kwietnia 2019 r., z wynikiem 2528 punktów zajmowała wówczas 10. miejsce na światowej liście FIDE.